# Ricardo Phillips (ur. 1975)
Ricardo Oscar „Patón” Phillips Rodríguez (ur. 31 stycznia 1975 w Panamie) – panamski piłkarz występujący na pozycji pomocnika.
Jego syn Ricardo Phillips również jest piłkarzem.

## Kariera klubowa
Phillips zawodową karierę rozpoczynał w 1995 roku w klubie AFC Euro Kickers. W 1997 roku wywalczył z nim wicemistrzostwo Panamy. W 1998 roku odszedł do zespołu Panamá Viejo FC. W 2001 roku zdobył z nim mistrzostwo Panamy. W 2003 roku podpisał kontrakt z klubem Tauro FC. W tym samym roku zdobył z nim mistrzostwo Panamy.
W 2005 roku trafił do amerykańskiego New England Revolution. W MLS zadebiutował 11 września 2005 roku w wygranym 3:1 pojedynku z Columbus Crew. W tym samym roku wrócił do Panamy, gdzie został graczem zespołu San Francisco FC. W 2006 roku zdobył z klubem mistrzostwo Panamy, a w 2007 roku mistrzostwo Clausura.
W 2007 roku Phillips odszedł również do Chorrillo FC. W 2008 roku przeszedł do ekipy Sporting San Miguelito, a w 2009 roku ponownie trafił do San Francisco FC. W tym samym roku zdobył z nim mistrzostwo Apertura, a w 2010 roku wywalczył wicemistrzostwo Clausura.

## Kariera reprezentacyjna
W reprezentacji Panamy Phillips zadebiutował w 1996 roku. W 2005 roku został powołany do kadry na Złoty Puchar CONCACAF. Zagrał na nim w pojedynkach z Kolumbią (1:0), Trynidadem i Tobago (2:2), Hondurasem (0:1), RPA (1:1, 5:3 w rzutach karnych) oraz ponownie z Kolumbią (3:2). W drugim meczu z Kolumbią strzelił także 2 gole. Tamten turniej Panama zakończyła na 2. miejscu.
W 2007 roku Phillips ponownie wziął udział w Złotym Pucharze CONCACAF. Wystąpił na nim w 4 meczach: z Hondurasem (3:2), Kubą (2:2), Meksykiem (0:1) i Stanami Zjednoczonymi (1:2). Z tamtego turnieju Panama odpadła w ćwierćfinale.
W 2009 roku po raz trzeci znalazł się w drużynie na Złoty Puchar CONCACAF. Zagrał tam w spotkaniach z Gwadelupą (1:2), Meksykiem (1:1) oraz Stanami Zjednoczonymi (1:1, 1:2 po dogrywce). W meczu z Meksykiem otrzymał czerwoną kartkę, a Panama ponownie zakończyła turniej na ćwierćfinale.